# 信宜站
信宜站，位于中华人民共和国广东省茂名市信宜市丁堡镇，是益湛铁路上的火车站，于2011年7月19日启用营运，现由广州铁路集团肇庆车务段管辖。

## 歷史
- 2011年7月19日通车启用。[2]
- 2014年7月28日办理货运业务。[3]

## 停靠列车
2025年7月18日后，本站只有K9265/9264、K9263/9266次一对列车停靠，且为往返怀化站的管内列车，该列车每天开行。

## 公交连接
信宜站至信宜城区公交。

## 外部連結
- 中国铁路客户服务中心（页面存档备份，存于）